# Ferdinand Ludwig (Politiker)
Ferdinand Ludwig (* 5. September 1839 in Wien; † 21. März 1915 in Graz) war Maschineningenieur und Abgeordneter zum Österreichischen Abgeordnetenhaus.

## Leben
Ferdinand Ludwig war Sohn des Schlossers Adalbert Ludwig († vor 1869). Nach dem Besuch einer Volks- und Realschule in Wien ging er von 1856 bis 1860 auf das Polytechnikum Wien. Er wurde Maschineningenieur, war ab 1860 in Brünn und ab 1864 in Graz. Im Jahr 1868 wurde er Direktor, 1879 kaufte er die Grazer Maschinen- und Gusswarenfabrik C.J. Bergmann & Co., die er in Ludwig F. vormals C.J. Bergmann & Co. umbenannte.
Von 1879 bis 1884 und von 1891 bis 1899 gehörte er dem Gemeinderat von Graz an.
Er war römisch-katholisch und ab 1869 verheiratet mit Katharina Hitthaler, mit der er fünf Töchter und einen Sohn hatte.

## Politische Funktionen
Ferdinand Ludwig war vom 9. April 1891 bis zum 7. September 1900  Abgeordneter des Abgeordnetenhauses im Reichsrat (VIII. und IX. Legislaturperiode)
Er vertrat im Abgeordnetenhaus in beiden Legislaturperioden das Kronland Steiermark, Wählerklasse Handels- und Gewerbekammer Graz.

## Klubmitgliedschaften
Ferdinand Ludwig war ab 1891 im Klub der Deutschen Nationalpartei und ab 1900 im Verband der Deutschen Volkspartei.